# Court Tomb von Garvagh

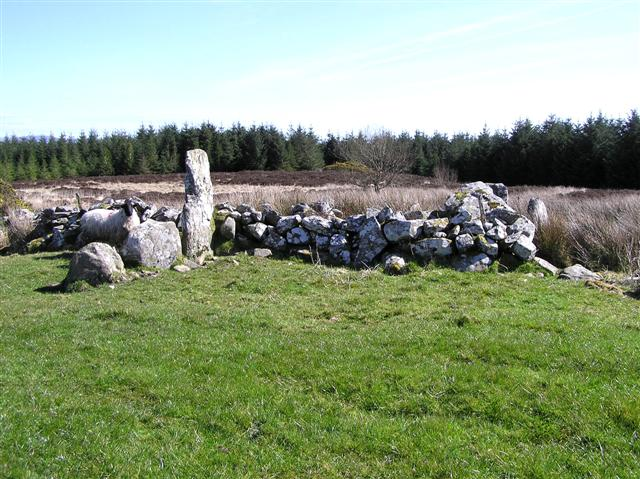
Das Grenzgrab von Garvagh

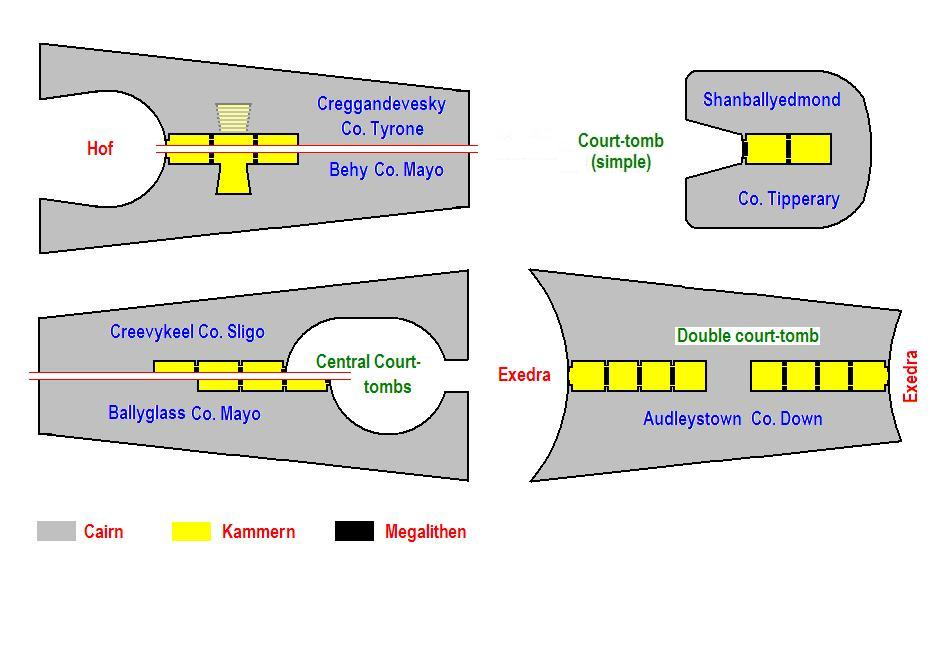
Formen von Court Tombs

Das Court Tomb von Garvagh (auch Garvagh Pullans genannt) liegt zur einen Hälfte im gleichnamigen Townland im County Tyrone in Nordirland und zur anderen Hälfte im Townland Corradooey im County Donegal in der Republik Irland auf dem Gipfel des Carn Hill.
Court Tombs gehören zu den megalithischen Kammergräbern (englisch chambered tombs) der Insel. Sie werden mit über 400 Exemplaren nahezu ausschließlich in Ulster im Norden der Republik Irland beziehungsweise in Nordirland gefunden.

## Beschreibung
Die Grenze ist deutlich sichtbar. Der nördliche Bereich des Hofes (englisch court) liegt in Donegal, der südliche und die Galerie in Tyrone. Die Galerie besteht aus einem kleinen Vorraum und einer Kammer. Ein Pfostenpaar an der Rückseite der Kammer zeigt, dass es ursprünglich eine zweite Kammer gab. Drei Steine der Exedra überleben auf der Nord- und einer auf der Südseite des Hofes. Der Vorraum ist etwa 1,0 m breit und 1,2 m lang. Ein Pfostenpaar trennen ihn von der erhaltenen Kammer, die etwa 3,0 m lang und 1,6 m breit ist. Eine Feldgrenze, die durch das Monument läuft, verdeckt einen Teil der Struktur und macht es schwierig, die Galerie zu erkennen.